# ميسن

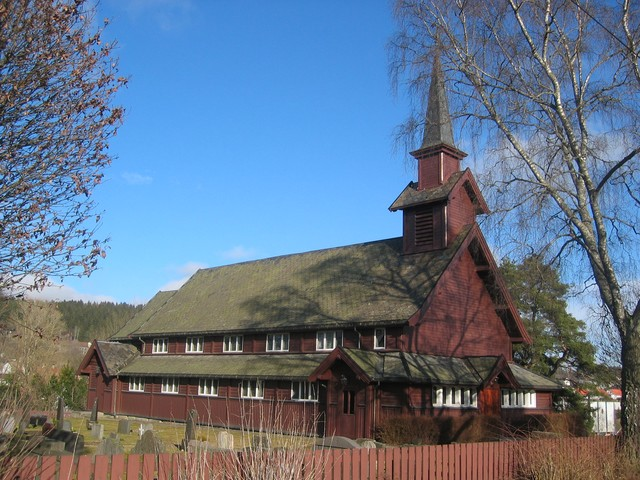
كنيسة ميسن.

مَيْسَن (بالنرويجية: Mysen) هي مدينة نرويجية تقع في بلدية أيدسبرغ بمقاطعة أوستفولد. يُعد الاسم تحريفاً للكلمة (Mosvin) من (mosi) أي مستنقع و(vin) أي مرعى.

## أعلام
- يان غاربارك
- هافارد فوسام
- إيجل هوفلاند